# Roads (film)
Pour plus de détails, voir Fiche technique et Distribution.
Roads est un film dramatique franco-allemand réalisé par Sebastian Schipper et sorti en 2019.

## Synopsis
Alors qu'il est en vacances familiales au Maroc, Gyllen, un jeune londonien âgé de 18 ans, prend la fuite au volant du camping-car de son beau-père. Sur le chemin, il fait la connaissance de William, un congolais de son âge, qui souhaite passer en France pour retrouver son frère disparu. Totalement livrés à eux-mêmes, Gyllen et William décident d'unir leurs forces. Poussés par la soif d'aventures, les deux garçons roulent à travers le Maroc, l'Espagne puis la France pour arriver finalement jusqu'à Calais...

## Fiche technique
- Titre original : Roads
- Réalisation : Sebastian Schipper
- Scénario :  Sebastian Schipper et Oliver Ziegenbalg
- Décors : Chloé Cambournac
- Costumes : Jürgen Doering
- Photographie : Matteo Cocco
- Montage : Monica Coleman
- Musique : The Notwist
- Son : Philippe Welsh
- Producteurs : David Keitsch et Sebastian Schipper
  - Coproducteur : Jean-Christophe Reymond, Jonas Dornbach, Janine Jackowski, Maren Ade, Kalle Friz, Isabel Hund, Christiane Dressler et Amaury Ovise
  - Producteur exécutif : Jakob Neuhäusser et Karim Debbagh
- Sociétés de production :  Missing Link Films, Kazak Productions, Komplizen Films, Studio Canal, WDR, Arte et Radical Media
- Société de distribution : Rezo Films
- Pays d'origine :  France et  Allemagne
- Langue originale : français, anglais, espagnol, allemand et lingala
- Format : couleur
- Genre : drame, Road movie
- Durée : 100 minutes
- Dates de sortie :
  - États-Unis : 25 avril 2019 (Tribeca)
  - Allemagne : 30 mai 2019
  - France : 17 juillet 2019

## Distribution
- Fionn Whitehead : Gyllen
- Stéphane Bak : William
- Moritz Bleibtreu : Luttger
- Ben Chaplin : Paul
- Marie Burchard : Valérie
- Josué Ndofusu : Baptiste
- Guillaume Verdier : René
- Amine Aboudrar : Scar Throat
- Paul Brannigan : Alan
- Yann Ebongé : un Congolais